# Arthur H. Kunz
Arthur H. Kunz (* 8. Juni 1934 in Floral Park, Long Island, New York; † 19. Juni 1993 in Smithtown, Long Island, New York) war ein US-amerikanischer Stadtplaner. Als Regierungsplaner half er bei der Leitung der Entwicklung von Long Island als eines der größten Vorstadtgebiete der Vereinigten Staaten.

## Leben und Wirken
Arthur H. Kunz wurde am 8. Juni 1934 in der Ortschaft Floral Park auf Long Island im US-Bundesstaat New York geboren und wuchs im benachbarten Hempstead auf. Am Virginia Polytechnic Institute erhielt Kunz in weiterer Folge seine akademische Ausbildung und schloss seine Studien zuerst mit einem Bachelor und danach mit einem Master in Architektur mit der Spezialisierung auf Planung ab. Noch früh in seiner Karriere traf er auf Lee Koppelman (1927–2022), seines Zeichens Stadt- und Raumplaner auf Long Island, der daraufhin sein Mentor wurde. Ab 1969 trat er als stellvertretender Direktor des Suffolk County Planning Departments in Erscheinung. Kunz war im Jahre 1989 auch der Nachfolger Koppelmans im Amt des Planning Commissioners (auf Deutsch in etwa Planungsbeauftragter) des Suffolk County und war parallel zu dieser Funktion auch Planungskoordinator beim Long Island Regional Planning Board, dem Regionalplanungsausschuss von Long Island. In seiner 35-jährigen Karriere trat Kunz von 1958 bis 1969 auch als Chefplaner im benachbarten Nassau County in Erscheinung.
Er galt als Experte in diversen Belangen und Themen, wie Entenfarmen, Grundsteuer, Geburtenraten, Immobilien an der Nordküste von Long Island, Multiplex-Kinos, Wasserversorgung, Golfplätze, Immobilienpreise, Abwasserkanäle, Hurrikanmuster, Automobilbesitz und Shopping Malls. Kunz war unter republikanischen und demokratischen Regierungen in beiden Countys tätig und gelangte so zum Ruf eines parteilosen Experten; auch, wenn die Politiker nicht immer seinen Ratschlägen Folge leisteten. Seine Empfehlungen für mehr öffentlichen Wohnungsbau sowie private Wohnraumschaffung galten dabei als für die Politiker unpopuläre Empfehlungen. Als die Bevölkerung in den beiden Countys auf knapp drei Millionen Einwohner angewachsen war, suchte Kunz nach einem Weg den Entwicklungsdruck mit dem Bedürfnis nach Bewahrung und Aufrechterhaltung des Umweltschutzes in Einklang zu bringen. So analysierte er Wirtschafts-, Bevölkerungs-, Umwelt-, Transport- und Wohntrends und half bei der Formulierung von Regierungsaussendungen. Noch im Winter vor seinem Ableben bewertete er die schwere Erosion an den Stränden von Long Island, mit der die Region schon seit jeher zu kämpfen hat. Kunz lehnte es ab öffentliche Gelder für den Erhalt von Gebäuden und Grundstücken in den Risikogebieten an der Küste auszugeben, da er der Meinung war, dass die voranschreitende Erosion ohnehin nicht aufgehalten werden könnte und die Gebäude dort ohnehin nicht stehen sollten.
Am 19. Juni 1993 starb Kunz 59-jährig in einem Krankenhaus in Smithtown auf Long Island an den Komplikationen nach einer Nierentransplantation. Etwa sechs Wochen zuvor hatte er von seiner Tochter eine Spenderniere erhalten und erlitt, als er sich von dieser Transplantation erholte, einen Herzinfarkt, dem er in weiterer Folge im besagten Krankenhaus erlag. Er hinterließ seine Mutter Lydia Juckes, seine Ehefrau Sharon Kunz (geborene White), mit der er fast 35 Jahre lang verheiratet war, den Scott Kunz und die Tochter Tracey Femminella, sowie seine Schwester Linda Ann Kunz.
Im Gedenken an Arthur H. Kunz wurde das Arthur H. Kunz Memorial Scholarship, ein Stipendium der Long-Island-Sektion des New York Metro Chapter der American Planning Association (APA), in Leben gerufen. Kunz selbst war ein langjähriges Mitglied der 1978 gegründeten Organisation und nahm auch regelmäßig an den jährlich stattfindenden Konferenzen der APA teil. Ein zu seinem Gedenken initiierter Gedächtnisfonds sollte beim Kauf von Büchern und anderem Material für eine Forschungsbibliothek in den Büros der Planungsabteilung von Suffolk helfen. So entstand die Arthur Kunz Memorial Library, die heute als wichtiges Gut für Planer und Forscher auf Long Island gilt viele einzigartige historische Dokumente sowie Nachschlagewerke und Berichte des Planning Advisory Service der APA enthält. Mitte der 1990er Jahre wurde dieser Gedächtnisfond erweitert, um Studenten der Stadtplanung ein Stipendium zu bieten. Seit dem Start des Programms im Jahre 1995 profitierten bis zum 20. Jubiläum im Jahre 2017 über 30 Planer von den Zuwendungen durch dieses Stipendium. Bereits im Jahre 2005 wandte sich die LI-Sektion an die gemeinnützige Organisation Long Island Community Foundation, um den Stipendienfonds zu verwalten und den Fortbestand dieses zu gewährleisten. Zu seinen Ehren wurde auch ein 93 Acres großes bewaldetes Gebiet am Westufer des Nissequogue River als Arthur Kunz County Park deklariert.